# Comuneros-Aufstand
Der Comuneros-Aufstand (spanisch: Guerra de las Comunidades de Castilla) in den Jahren 1520–1522 war eine vor allem von städtischen bürgerlichen Schichten getragene Erhebung im Reichsteil Kastilien in Spanien gegen den habsburgischen König Karl I. Er endete mit der Niederlage der Aufständischen.

## Hintergrund

Die Lokalisation wichtiger Orte für den „Comuneros-Aufstand“ auf dem Gebiet des Königreichs von Kastilien.
Städte, die den Aufständischen zuneigten
Städte, die dem König treu geblieben waren
Städte, in denen beide Seiten Anhänger hatten, erscheinen in geteilter Farbe.

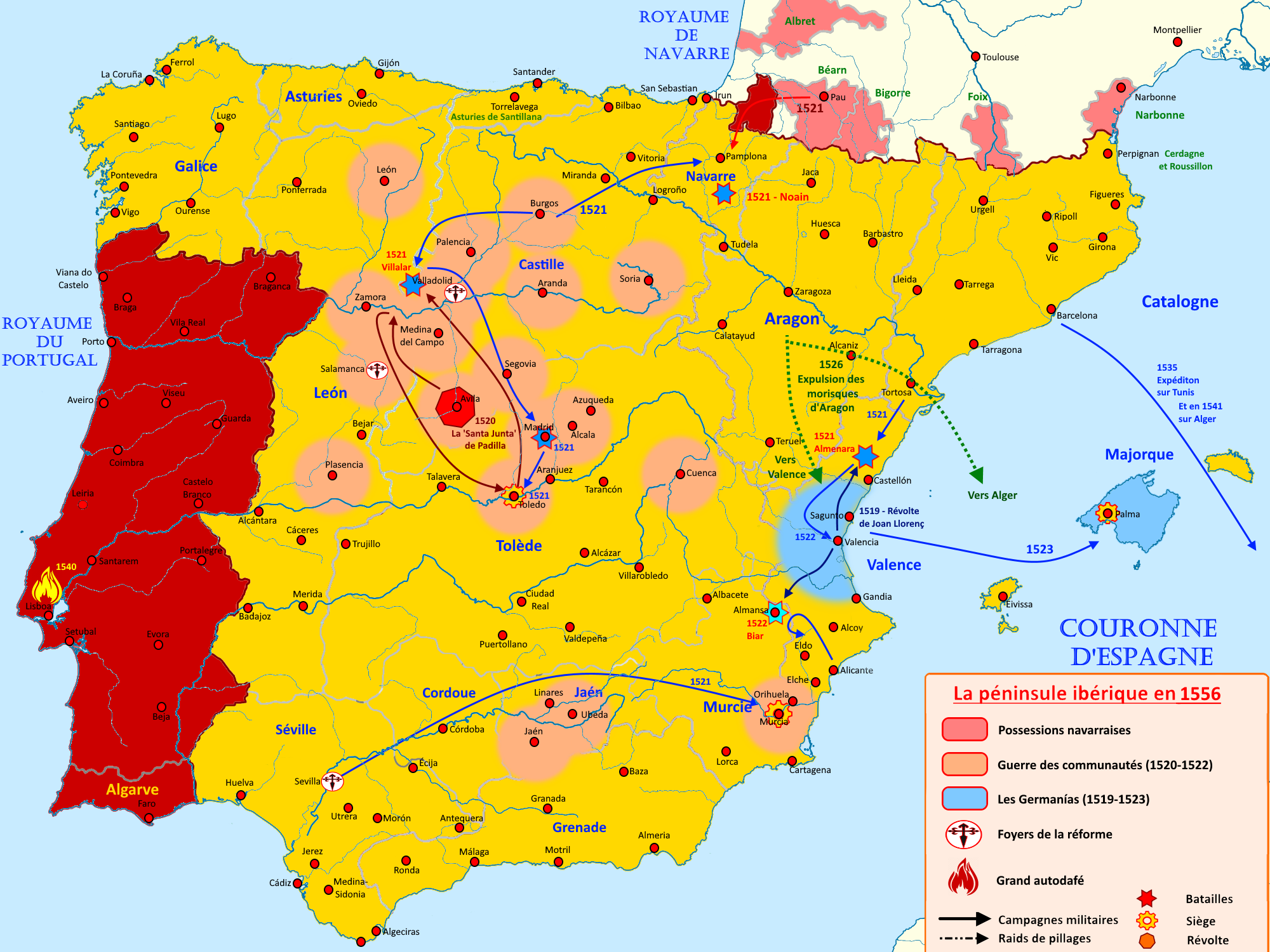
Verlauf des Aufstands der Comuneros und Germanias in Mallorca und Valencia

Im Jahre 1516 starb König Ferdinand II. von Aragon, der durch seine Ehe mit Isabella I. von Kastilien die Grundlage für die politische Einigung Spaniens gelegt hatte. Ferdinand hatte keine ihn überlebenden Söhne, sodass die Erbfolge an das Haus Habsburg überging: Seine Tochter Johanna („die Wahnsinnige“) war mit Philipp dem Schönen verheiratet, der allerdings schon 1506 verstorben war; erbberechtigt wurde nunmehr Philipps Sohn Karl, über Johanna ein Enkel König Ferdinands. Karl, der 1500 in Flandern zur Welt gekommen war, galt den Spaniern als Landfremder, zumal er aus Flandern seine Berater mitbrachte und in Spanien weitgehend absolutistisch zu regieren gedachte. Karl war beim Tod Ferdinands noch nicht ganz 16 Jahre alt, strebte aber angesichts der Geisteskrankheit seiner Mutter, der offiziellen Regentin, frühzeitig eine eigene, selbstbewusste Regierung an. 1519, als Karl V. auch zum deutschen König gewählt wurde, stieg das Habsburgerreich endgültig zur europäischen Großmacht auf. Dies forderte den Konkurrenten Frankreich heraus, was zu langwierigen und kostspieligen Kriegen führen musste. Karl sah sich daher genötigt, die Ressourcen Spaniens für seine Pläne in Anspruch zu nehmen, und erhöhte dort entsprechend die Steuern, obwohl das Land durch Trockenheit und Ernteausfälle geschwächt war. Das sorgte für gesteigerten Unmut bei der Bevölkerung. Zudem blieb Karl nach 1519 außer Landes, um sich um die Reichsangelegenheiten zu kümmern, und überließ die Verwaltung Spaniens seinem Statthalter Adrian von Utrecht, dem späteren Papst Hadrian VI. Diese Situation nutzten die Unzufriedenen für die Erhebung.

## Verlauf

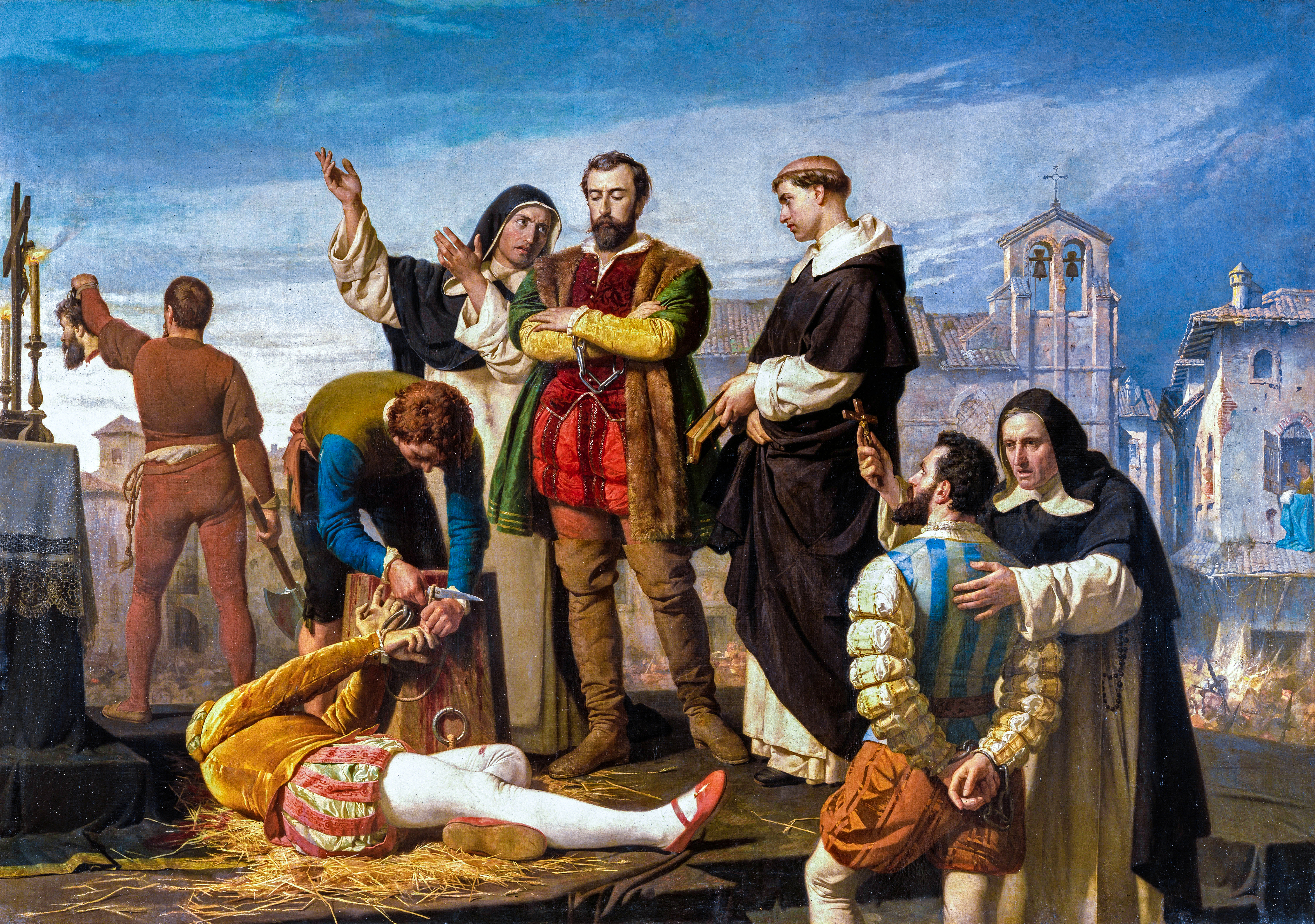
Hinrichtung der Comuneros, Gemälde von Antonio Gisbert (1834–1902)

Die Rebellion begann am 16. April 1520 in der Residenzstadt Toledo. Adrian und die übrigen Vertreter der Herrschaft Karls konnten vertrieben werden. Für die Aufständischen stellte sich daher schnell die Frage nach der Herstellung einer neuen effektiven Regierungsgewalt. Karls Mutter Johanna befand sich in der Burg von Tordesillas, wo sie von Karl wie schon von ihrem Vater gefangengehalten wurde. Zunächst aber bestimmten die Rebellen Juan de Padilla und Pedro Lasso de Vega zu ihren Anführern, die, gemeinsam mit Vertretern anderer Städte, die sich ebenfalls erhoben, in Ávila die Santa Junta de las Comunidades ins Leben riefen. Diese erklärte sich zur provisorischen Regierung Spaniens und den königlichen Rat Karls für abgesetzt. Umgehend wurde die Bildung einer Armee beschlossen, zumal Adrian daranging, mit seinen Truppen die Stadt Medina del Campo zurückzugewinnen.
Die Comuneros eroberten derweil Tordesillas und befreiten Johanna, die sie als souveräne Herrscherin Spaniens anerkannten, und versuchte sie zu überreden, die Thronfolge anzunehmen.  Am 24. September 1520 nahm sie, das einzige Mal, an der Versammlung der Cortes teil, der traditionellen Ständeversammlung, die nach dem Willen der Aufständischen fortan mindestens alle drei Jahre tagen sollten.
Aus Loyalität gegenüber ihrem Sohn Karl weigerte sich Johanna jedoch, die Beschlüsse der Junta zu unterzeichnen. Das war der entscheidende Wendepunkt der Comuneros-Revolution: Wenn die Comuneros erreicht hätten, die Königin wieder als Souverän einzusetzen, hätte Karl keine Befugnisse mehr gehabt. Indem sie sich weigerte, die Dokumente zu unterschreiben, entzog Johanna den Comuneros jegliche legale Grundlage. Die Schwäche seiner Mutter rettete Karl den Thron.
Karl suchte den Adel für sich zu gewinnen, indem er aus dessen Reihen seine Heerführer bestimmte. Angesichts einer sich abzeichnenden Radikalisierung der Bewegung, der sich mittlerweile die Bauern und die städtischen Unterschichten angeschlossen hatten, war manchen Adligen an einer Stabilisierung der Verhältnisse gelegen und ein Ausgleich mit Karl wurde ins Auge gefasst. Die Rebellen mussten erkennen, dass die Königin ihrer Sache nicht hilfreich war; sie verweigerte die Unterzeichnung jeglicher Edikte. Karl ging zum militärischen Gegenangriff über. Ihm gelang die Rückeroberung von Tordesillas und er verfügte daraufhin, seine Mutter erneut in der Burg festzusetzen.
Juan de Padilla war zwischenzeitlich von den Comuneros des Amtes als Oberbefehlshaber enthoben worden, doch rief man ihn nach einer Niederlage wieder zurück. Tatsächlich gelang ihm im Februar 1521 bei Torrelobaton ein Sieg gegen Karls Truppen, der dessen militärische Überlegenheit aber nicht gefährdete, da er Verstärkungen aus dem übrigen Habsburgerreich heranholte. Am 23. April gelang den Truppen Karls in der Schlacht von Villalar der entscheidende Sieg über die Aufständischen; die meisten Anführer der Rebellion, darunter Juan de Padilla, Francisco Maldonado und Juan Bravo, fielen im Kampf oder wurden nach der Schlacht hingerichtet. Als letzte Stadt hielt sich das stark befestigte Toledo unter Padillas Witwe María Pacheco. Am 25. Oktober handelte sie mit Karl eine Kapitulation aus, bei der das Leben der Aufständischen geschont werden sollte. Anfang 1522 flammten die Kämpfe erneut auf und die Comuneros wurden endgültig besiegt. María Pacheco floh nach Portugal.

## Auswirkungen
Karl war unumstrittener Herrscher Spaniens, er wurde vom spanischen Adel unterstützt und machte Spanien zum festen Bestandteil des Habsburgerreiches. Größere Volks- oder Adelsaufstände gab es im spanischen Mutterland unter seiner Herrschaft nicht mehr, erst beim Moriskenaufstand (1568–1571) während der Regierungszeit seines Sohnes Philipp entstand wieder eine vergleichbar angespannte Lage im Innern. Königin Johanna, Karls Mutter, blieb bis zu ihrem Tod 35 Jahre später in Gefangenschaft.